# 120 Lachesis
120 Lachesis este un asteroid din centura principală, descoperit pe 10 aprilie 1872 de Alphonse Borrelly.